# Sultan Air
Sultan Air war eine türkische Charterfluggesellschaft, die ihren Flugbetrieb 1993 eingestellt hat.

## Geschichte
Sultan Air wurde im Juli 1989 von türkischen Privatinvestoren unter Beteiligung der schwedischen Fluggesellschaft Transwede gegründet. Von der Transwede mietete das Unternehmen zwei Flugzeugen des Typs Sud Aviation Caravelle, mit denen es am 2. August 1989 den Flugbetrieb aufnahm. Ende 1989 und Anfang 1990 wurde die Flotte mit je zwei Boeing 737-200 erweitert. Im ersten Jahr ihres Bestehens beförderte die Gesellschaft 33.083 Passagiere.
Die Auswirkungen des Zweiten Golfkriegs führten ab August 1990 zu starken Einbrüchen im Touristiksektor, von denen insbesondere die Türkei betroffen war. Im September 1990 wurden sämtliche touristische Charterflüge aufgegeben und die gemieteten Flugzeuge an die Leasinggeber retourniert. Im Folgemonat veräußerte die Transwede ihre Beteiligung an der Gesellschaft. Mit zwei verbliebenen Boeing 737-200 flog Sultan Air bis zum Jahresende 1990 internationale Charterdienste für Gastarbeiter und stellte anschließend ihren Betrieb aufgrund der geringen Auslastung zunächst völlig ein. Die zwei Flugzeuge wurden Anfang 1991 der neu gegründete Tochtergesellschaft VIP Air übergeben und innerhalb der Türkei betrieben.
Nach Beendigung der Kriegshandlungen erfolgten ab April 1991 erneut internationale Flüge. Im Herbst 1991 wurde die VIP Air wieder in die Muttergesellschaft integriert. Im Jahr 1992 beförderte das Unternehmen 464.336 Passagiere. Ab Ende 1992 ergänzten drei Airbus A300-B4 und zwei Boeing 737-300 die Flotte. Zudem setzte Sultan Air während der Hauptsaison zusätzliche Maschinen der Typen Tupolev Tu-154 (im Jahr 1992), Boeing 727-200 und Lockheed L-1011 (im Jahr 1993) ein.
Aufgrund von Sicherheitsbedenken entzog das türkische Verkehrsministerium der Sultan Air im November 1993 die Betriebserlaubnis. Die Gesellschaft wurde noch im selben Jahr liquidiert.

## Flotte
- Airbus A300-B4
- Antonow An-24
- Boeing 727-200
- Boeing 737-200 und Boeing 737-300
- Lockheed L-1011-1
- Sud Aviation Caravelle 10B
- Tupolew Tu-154B